# 578 v.Chr.

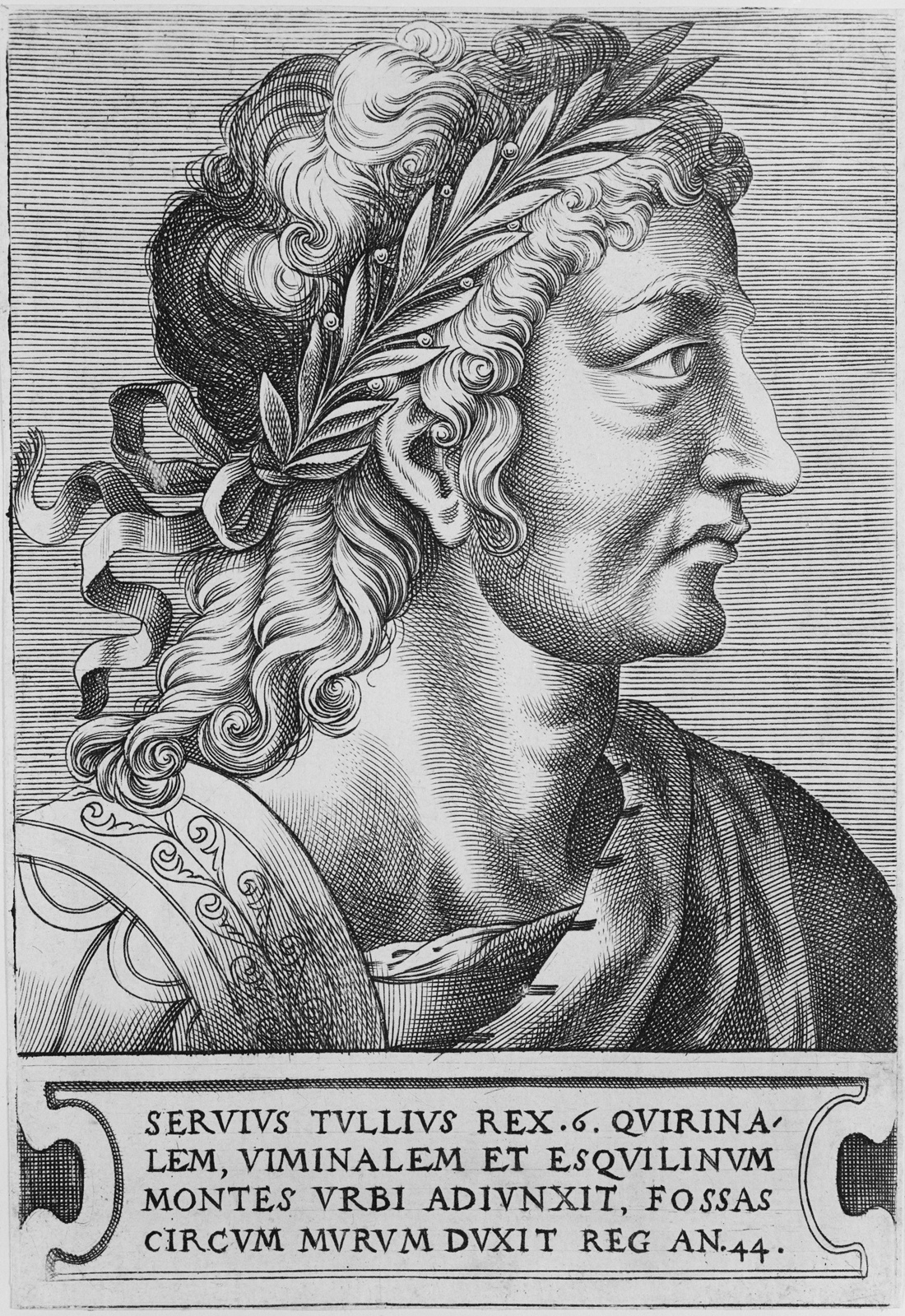
Koning Servius Tullius

Het jaar 578 v.Chr. is een jaartal volgens de christelijke jaartelling.

## Gebeurtenissen

### Italië
- Servius Tullius (578 - 534 v.Chr.) volgt Lucius Tarquinius Priscus op als koning van Rome. Tijdens zijn regeerperiode voltooit hij de eerste stadsmuur die de Zeven Heuvels van de stad omringd.

## Overleden
- Lucius Tarquinius Priscus, koning van Rome (waarschijnlijke datum)